# Риджес, Стэнли
Стэнли Риджес (англ. Stanley Ridges; 17 июля 1890 года — 22 апреля 1951 года) — рождённый в Великобритании актёр театра и кино, наиболее известный по ролям в американских фильмах 1930-40-х годов.
В 1920-30-х годах Риджес сделал успешную карьеру на Бродвее, а с середины 1930-х годов стал много работать в кино, сыграв в таких памятных фильмах, как «Преступление без страсти» (1934), «Если бы я был королём» (1938), «Пыль будет моей судьбой» (1939), «Юнион Пасифик» (1939), «Сержант Йорк» (1941), «Морской волк» (1941), «Они умерли на своих постах» (1941), «Быть или не быть» (1942), «Военно-воздушные силы» (1943), «Подозреваемый» (1944), «Одержимая» (1947), «Выхода нет» (1950) и «Дело Тельмы Джордон» (1950).

## Биография
Стэнли Риджес родился 17 июля 1890 года в Саутгемптоне, Великобритания. Риджес начал театральную карьеру на лондонской сцене, где на него обратила внимание звезда музыкальных комедий Беатрис Лилли.
В 1917 году Риджес перебрался в Нью-Йорк, где начал бродвейскую карьеру как поющий и танцующий актёр в таких музыкальных комедиях, как «Китайская роза» (1919-20), «Сэлли» (1920-22), «Элси» (1923), «Мэри Джейн Маккейн» (1923-24), «Бай, бай, Барбара» (1924), «Невеста уходит» (1925), «Бум-бум» (1929) и комедия «Сделано во Франции» (1930). Позднее Риджес обратился к романтическим ролям, сыграв в таких исторических драмах, как «Мария Шотландская» (1933-34) по пьесе Максвелла Андерсона в роли Лорда Мортона и «Вэлли-Фордж» (1933-34) в роли подполковника Люсифера Тенча. Свою последнюю роль на Бродвее Риджес сыграл в комедии комедия «Первая леди» (1935-36).
В 1923 году Риджес дебютировал в немом фильме «Успех» (1923), после чего последовали роли в трёх звуковых короткометражках 1930-31 годов. В 1934 году обладающий отличной дикцией и богатым голосом, 43-летний Риджес легко перешёл в звуковое кино, где его первой большой работой стала криминальная мелодрама «Преступление без страсти» (1934) с Клодом Рейнсом в главной роли самовлюблённого адвоката. В этой картине Риджес сыграл роль красавца с сомнительной репутацией и бывшего любовника танцовщицы из ночного клуба, которого адвокат пытался сначала подставить, а затем в порыве неоправданной ревности убил во время драки в ресторане.
Как написал Хэл Эриксон, «когда седеющие волосы Риджеса положили конец его карьере в качестве романтического главного героя, он стал играть характерные роли, специализируясь на благородных, сдержанных и совершенно небританских персонажах». В 1939 году в криминальной мелодраме «Пыль будет моей судьбой» (1939) Риджес сыграл грубого и постоянно пьяного главного надзирателя на ферме для заключённых. Критикуя фильм за стереотипность сюжета, кинообозреватель «Нью-Йорк Таймс» Фрэнк Ньюджент тем не менее отметил «достаточно хорошую игру» ряда актёров, в том числе Риджеса в роли надсмотрщика".
Одной из лучших киноработ Риджеса, по мнению историка кино Хэла Эриксона, была двойная роль доброго профессора-шизофреника, превращающегося в убийцу, в хоррор-триллере студии Universal «Чёрная пятница» (1940). Несмотря на присутствие в картине таких актёров, как Борис Карлофф и Бела Лугоши, кинокритик Ханс Воллстейн полагает, что «подлинной звездой этого фильма стал опытный актёр Стэнли Риджес, который получил роль своей жизни, сыграв как доброго и образованного профессора Кингсли, так и гангстера-убийцу Реда Кэннона. Риджес становится откровением, и, как и Спенсер Трейси (в фильме „Доктор Джекилл и мистер Хайд“ (1941)), решает трудную задачу создания двух совершенно различных персонажей, делая это практически без грима». При этом, по словам Воллстейна, «Риджес в своей роли добивается успеха», а «Трейси в своей — проваливается».
В дальнейшем Риджес часто играл роли второго плана во многих классических фильмах, сыграв главную роль ещё лишь однажды на студии Republic Pictures в фильме категории В «Ложные лица» (1943). Как написал Эриксон, фильм стал «типичным примером подбора актёров военного времени, когда все актёры-мужчины взяты из рядов тех, кто не был призван в армию». Фильм рассказывает об убийстве певицы, в котором подозревается сын окружного прокурора Стэнли Хардинга (роль прокурора играет Риджес). Прокурор оказывается перед сложным выбором — на основании косвенных улик ему, возможно, потребуется потребовать пожизненного тюремного заключения для собственного сына.
Среди других заметных ролей Риджеса — инспектор Скотленд-Ярда, который ловит убийцу (Чарльз Лоутон) в фильме нуар «Подозреваемый» (1944), майор Бакстон, командир главного героя (его играет Гэри Купер), в военной драме «Сержант Йорк» (1942), «профессор-предатель Селецки в несравненной чёрной комедии» Эрнста Любича «Быть или не быть» (1942) и официальный врач Белого дома Кэри Траверс Грэйсон в биографической фильме «Уилсон» (1944). Он также сыграл роль врача в фильме нуар «Одержимая» (1947) с Джоан Кроуфорд в главной роли, адвоката — в фильме нуар «Дело Тельмы Джордон» (1950) с Барбарой Стэнвик. В фильме нуар «Выхода нет» (1950) Риджес был главврачом больницы, который пытается спустить расовый конфликт между врачом и пациентом на тормозах. Последним фильмом Риджеса стала комедия с Джинджер Роджерс «Жених носил шпоры» (1951), где он сыграл мафиози. Картина вышла на экраны за месяц до смерти актёра.
В конце карьеры Риджес успел сыграть на телевидении в нескольких сериалах, среди них «Телетеатр от „Шевроле“» (1949), «Телетеатр от „Филко“» (1950), «Первая студия» (1950-51) и «Саспенс» (1950-51)

## Личная жизнь
Риджес был женат дважды. В 1918 году он женился на Энн Макгорен, этот брак закончился разводом. С 1930 и вплоть до своей смерти в 1951 году он был женат на Доротее С. Кроуфорд, в этом браке у актёра родился один ребёнок.

## Смерть
Стэнли Риджес умер 22 апреля 1951 года в Уэстбруке, Коннектикут, в возрасте 60 лет.

## Фильмография
| Год       |     | Русское название                                  | Оригинальное название                               | Роль                                                        |
| --------- | --- | ------------------------------------------------- | --------------------------------------------------- | ----------------------------------------------------------- |
| 1923      | ф   | Успех                                             | Success                                             | Гилберт Гордон                                              |
| 1930      | кор | Давай объединимся                                 | Let's Merge                                         |                                                             |
| 1930      | кор | Бедная рыба                                       | The Poor Fish                                       | Джордж                                                      |
| 1931      | кор | За два цента                                      | For Two Cents                                       | репортёр                                                    |
| 1932      | ф   | Знак креста                                       | The Sign of the Cross                               | капеллан Ллойд (переиздание 1944 года) (в титрах не указан) |
| 1934      | ф   | Преступление без страсти                          | Crime Without Passion                               | Эдди Уайт                                                   |
| 1935      | ф   | Подлец                                            | The Scoundrel                                       | Пол Деккер                                                  |
| 1936      | ф   | Зима на пороге                                    | Winterset                                           | Шэдоу                                                       |
| 1936      | ф   | Всё достаётся грешнику                            | Sinner Take All                                     | Маккелви                                                    |
| 1937      | ф   | Стажёрам нельзя брать деньги                      | Internes Can't Take Money                           | Иннис                                                       |
| 1938      | ф   | Жёлтая лихорадка                                  | Yellow Jack                                         | доктор Джеймс Кэрролл                                       |
| 1938      | кор | Преступление себя не оправдывает: их ловят всегда | A Crime Does Not Pay Subject: They're Always Caught | доктор Джон Притчард                                        |
| 1938      | ф   | Если бы я был королём                             | If I Were King                                      | Рене де Монтиньи                                            |
| 1938      | ф   | Сумасшедшая мисс Ментон                           | The Mad Miss Manton                                 | Эдвард Норрис                                               |
| 1939      | ф   | Снова эта женщина                                 | There's That Woman Again                            | Тони Крой                                                   |
| 1939      | ф   | Дайте нам жить                                    | Let Us Live                                         | окружной прокурор                                           |
| 1939      | ф   | Серебро                                           | Silver on the Sage                                  | Эрл Бреннан / Дейв Тэлбот                                   |
| 1939      | ф   | Юнион Пасифик                                     | Union Pacific                                       | генерал Кейсмент                                            |
| 1939      | ф   | Каждое утро я умираю                              | Each Dawn I Die                                     | Мюллер                                                      |
| 1939      | ф   | Пыль будет моей судьбой                           | Dust Be My Destiny                                  | Чарли Гэрретт                                               |
| 1939      | ф   | Шпионский агент                                   | Espionage Agent                                     | Хэмилтон Пейтон                                             |
| 1939      | ф   | Ник Картер, великолепный детектив                 | Nick Carter, Master Detective                       | доктор Фрэнктон                                             |
| 1939      | ф   | Я украл миллион                                   | I Stole a Million                                   | Даунс, продажный адвокат (в титрах не указан)               |
| 1940      | ф   | Черная пятница                                    | Black Friday                                        | профессор Джордж Кингсли / Ред Кэннон                       |
| 1941      | ф   | Морской волк                                      | The Sea Wolf                                        | Джонсон                                                     |
| 1941      | ф   | Господин окружной прокурор                        | Mr. District Attorney                               | окружной прокурор Том Ф. Уинтон                             |
| 1941      | ф   | Сержант Йорк                                      | Sergeant York                                       | майор Бакстон                                               |
| 1941      | ф   | Они умерли на своих постах                        | They Died with Their Boots On                       | майор Ромулус Тэйпи                                         |
| 1942      | ф   | Так хочет леди                                    | The Lady Is Willing                                 | Кеннет Хэнлай                                               |
| 1942      | ф   | Быть или не быть                                  | To Be or Not to Be                                  | профессор Силецки                                           |
| 1942      | ф   | Крутой парень                                     | The Big Shot                                        | Мартин Т. Флеминг, адвокат                                  |
| 1942      | ф   | Эскадрон «Орёл»                                   | Eagle Squadron                                      | министр воздушного транспорта                               |
| 1942      | ф   | Глаза в ночи                                      | Eyes in the Night                                   | Хансен                                                      |
| 1943      | ф   | Триумф Тарзана                                    | Tarzan Triumphs                                     | полковник Вон Рейкард                                       |
| 1943      | ф   | Военно-воздушные силы                             | Air Force                                           | майор Мэллори                                               |
| 1943      | ф   | Ложные лица                                       | False Faces                                         | окружной прокурор Стэнли С. Хардинг                         |
| 1943      | ф   | Это армия                                         | This Is the Army                                    | майор Джон Б. Дейвидсон                                     |
| 1944      | ф   | История доктора Уоссела                           | The Story of Dr. Wassell                            | командор Уильям Б. «Билл» Гоггинс                           |
| 1944      | ф   | Уилсон                                            | Wilson                                              | доктор Кэрри Грейсон                                        |
| 1944      | ф   | Раса господ                                       | The Master Race                                     | Дж. Филип Карстон, майор американских войск                 |
| 1944      | ф   | Подозреваемый                                     | The Suspect                                         | Хаксли                                                      |
| 1945      | ф   | Бог – мой второй пилот                            | God Is My Co-Pilot                                  | полковник Мериан «Стив» Купер                               |
| 1945      | ф   | Призрак говорит                                   | The Phantom Speaks                                  | доктор Пол Ренвик                                           |
| 1945      | ф   | Капитан Эдди                                      | Captain Eddie                                       | полковник Ханс Адамсон                                      |
| 1946      | ф   | Из-за него                                        | Because of Him                                      | Чарльз Гилберт                                              |
| 1946      | ф   | Проход каньона                                    | Canyon Passage                                      | Джонас Овермайр                                             |
| 1946      | ф   | Мистер Ас                                         | Mr. Ace                                             | Туми                                                        |
| 1947      | ф   | Одержимая                                         | Possessed                                           | доктор Харви Уиллард                                        |
| 1948      | ф   | Акт убийства                                      | An Act of Murder                                    | доктор Уолтер Моррисон                                      |
| 1949      | с   | Телетеатр от «Шевроле»                            | The Chevrolet Tele-Theatre                          | 1 эпизод                                                    |
| 1949—1951 | с   | Первая студия                                     | Studio One                                          | 8 эпизодов                                                  |
| 1949      | ф   | Улицы Ларедо                                      | Streets of Laredo                                   | мэр Бейли                                                   |
| 1949      | ф   | Ты – все моё                                      | You're My Everything                                | мистер Генри Мерсер                                         |
| 1949      | ф   | Спецотряд                                         | Task Force                                          | сенатор Бентли                                              |
| 1950      | ф   | Дело Тельмы Джордон                               | The File on Thelma Jordon                           | Кингсли Уиллис                                              |
| 1950      | ф   | Оплачено сполна                                   | Paid in Full                                        | доктор П.Дж. «Фил» Уинстон                                  |
| 1950      | ф   | Выхода нет                                        | No Way Out                                          | доктор Сэм Морленд                                          |
| 1950      | ф   | История Дюпонов                                   | The Du Pont Story                                   | генерал Генри Дюпон                                         |
| 1950      | с   | Телетеатр от «Филко»                              | The Philco Television Playhouse                     | 1 эпизод                                                    |
| 1950      | с   | Час театра от «Форд»                              | The Ford Theatre Hour                               | 1 эпизод                                                    |
| 1950—1951 | с   | Саспенс                                           | Suspense                                            | 3 эпизода                                                   |
| 1951      | ф   | Жених носил шпоры                                 | The Groom Wore Spurs                                | Гарри Каллен                                                |